# Bonfim (Roraima)

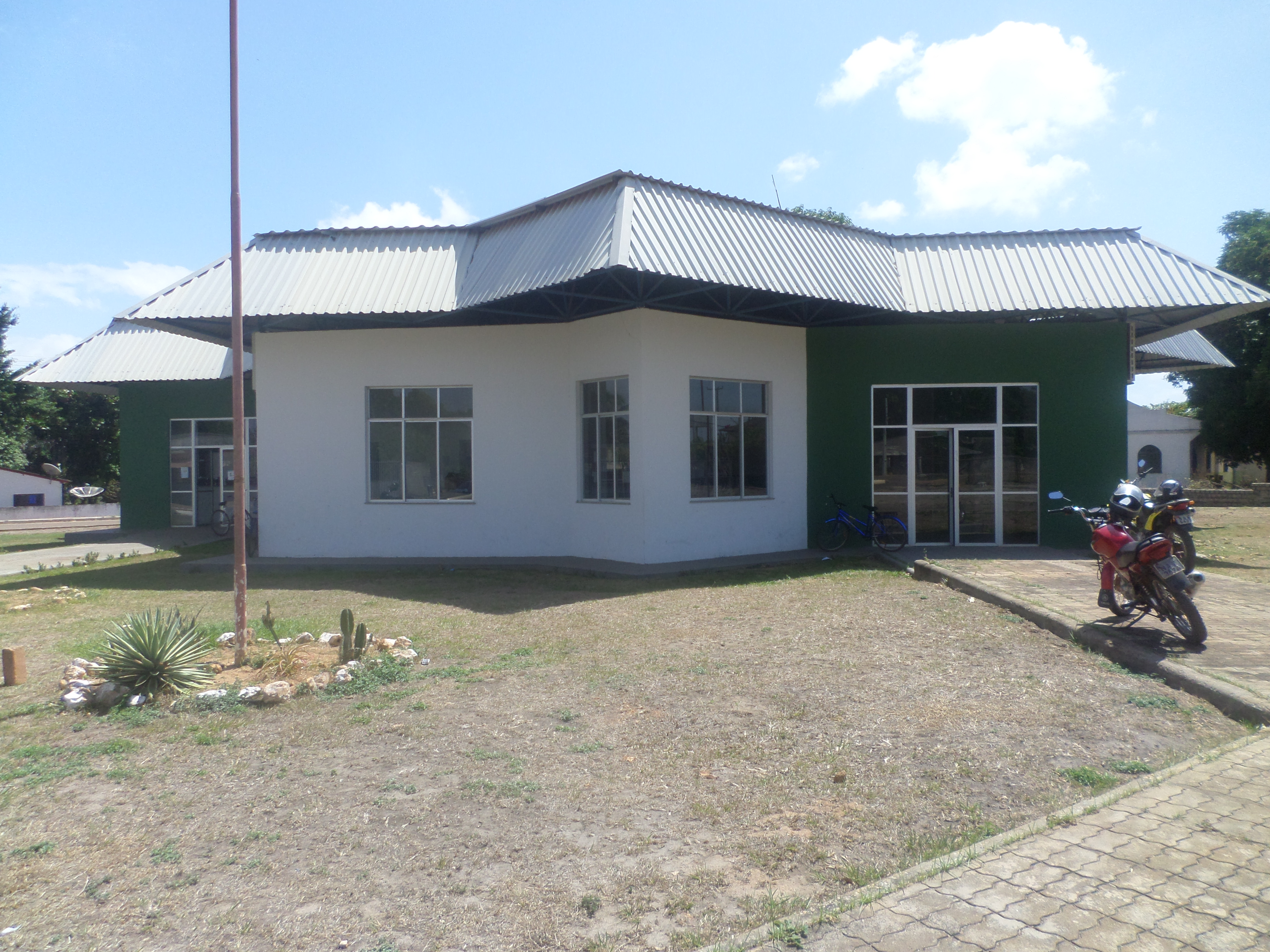
Bibliotheek van Bonfim

Bonfim is een gemeente (10.951 inwoners) van de Braziliaanse staat Roraima, de vijfde grootste in bevolking volgens 2005 schattingen van de Braziliaans Instituut voor Geografie en Statistiek.

## Geschiedenis
De gemeente werd geboren op de plaats van een Amerikaanse religieuze missie.
De gemeente is opgericht bij federale wet nr. 7.009 van 1 juli van 1982. Het werd bestuurd door 8 prefecten.
Op 28 maart van 2007 door middel van Resolutie 1923 ondertekend in Brasilia door president Luiz Inácio Lula da Silva en gepubliceerd in het Staatscourant op 2 maart, april, Bonfim werd een toegangspoort voor internationale handel met Guyana.

## Aardrijkskunde en transport
Het is gelegen op de linkeroever van de Takutu-rivier op de grens tussen Brazilië en Guayana Esequiba, een gebied dat wordt beheerd door Guyana maar in geschil is met Venezuela.
In Bonfim zijn de ruïnes van Fort São Joaquim.
Het is verbonden met Boa Vista via de snelweg BR-401, gelegen op een afstand van 125 km.

## Economie
Landbouw is de belangrijkste economische activiteit van de gemeente, met de nadruk op de productie van cassave, banaan, cajú, rijst en millo.

## Infrastructuur
In de stad is er een openbaar ziekenhuis met 25 bedden en verschillende gezondheidsposten binnen.
Er is een speciaal grenspeloton ondergeschikt aan de Selva Infantry Brigade (gevestigd in Boa Vista) dat Bonfim beschermt.
Het heeft een distributiesysteem voor water, elektriciteit (gedistribueerd door de CER), postkantoor, Banco Bradesco-filiaal, Banco do Brasil (anker wordt bijgewerkt), loterij en telefoonnetwerk.
Er zijn 19 basisscholen en 1 middelbare school in de gemeente. Een gemeenschappelijke bibliotheek, 1 openbare markt en een stadion.
De gemeente heeft een kleine luchthaven, niet erkend door de Luchtvaart, en een vervoersterminal.

## Hydrografie
Bonfim ligt aan de rivier de Tacutu, die de grens vormt met Guyana. In 2009 is de Takutubrug geopend die Bonfim met Lethem in Guyana verbindt.

## Aangrenzende gemeenten
De gemeente grenst aan Boa Vista, Cantá, Caracaraí en Normandia.

### Landsgrens
De gemeente grenst met als landsgrens aan de regio Upper Takutu-Upper Essequibo met het buurland Guyana.

### Toplocaties
Hieronder vindt u een lijst van de belangrijkste niet-inheemse plaatsen in de gemeente en hun respectievelijke populaties volgens de Census van 2010.
- 3.711 inwoners - Bonfim (hoofdkantoor)
- 454 inwoners - Vila São Francisco

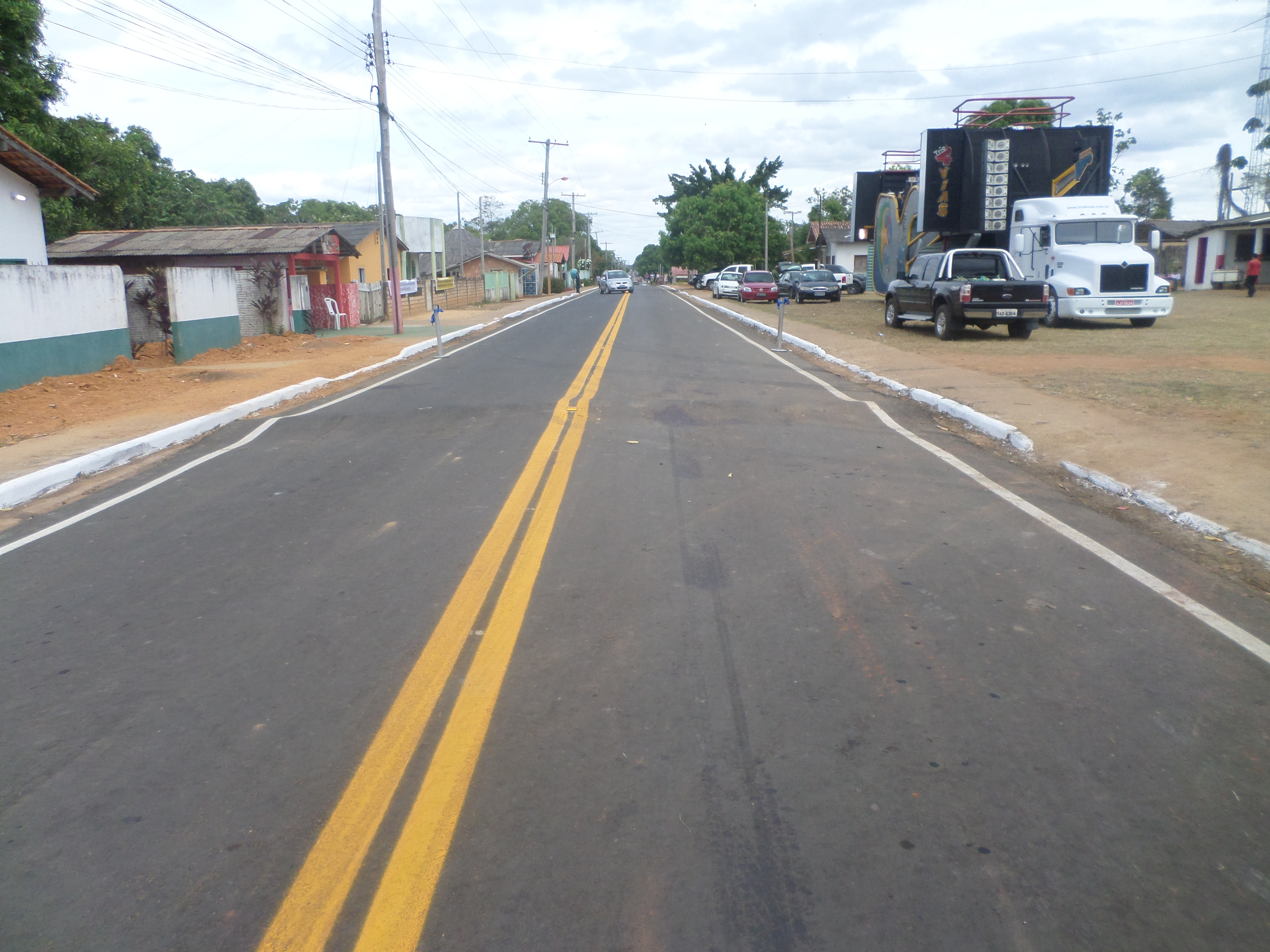
Vila São Francisco in Bonfim

- 251 inwoners - Vila Nova Esperança
- 520 inwoners - Vila Vileña

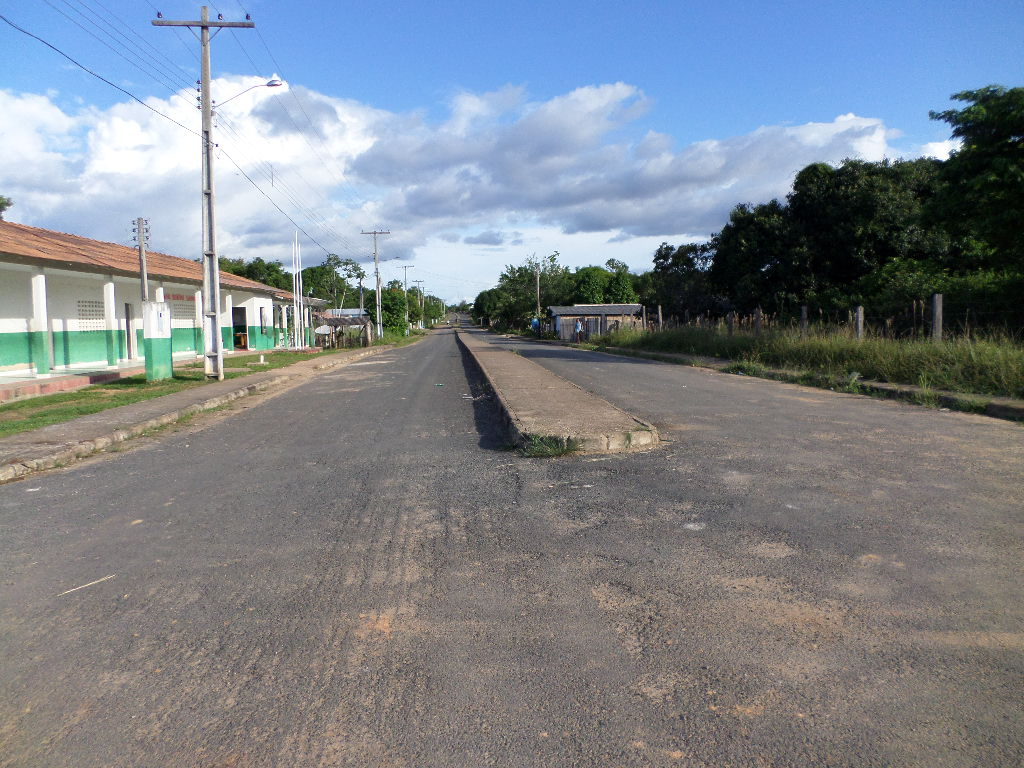
Vila Vilena in Bonfim

Het stedelijk gebied van Bomfim heeft zes buurten:
- Getulio Vargas
- So Francisco
- Nieuwe stad
- 1 juli
- 13 mei
- Centrum